# Pledge of Allegiance
Il Pledge of Allegiance (dall'inglese: Giuramento di fedeltà) è il giuramento di fedeltà alla bandiera degli Stati Uniti d'America, originariamente composto da Francis Bellamy nel 1892 e adottato formalmente dal Congresso nel 1942. Il testo è stato modificato quattro volte, con la modifica più recente, che ha aggiunto le parole «under God» (al cospetto di Dio), nel 1954.

## Storia

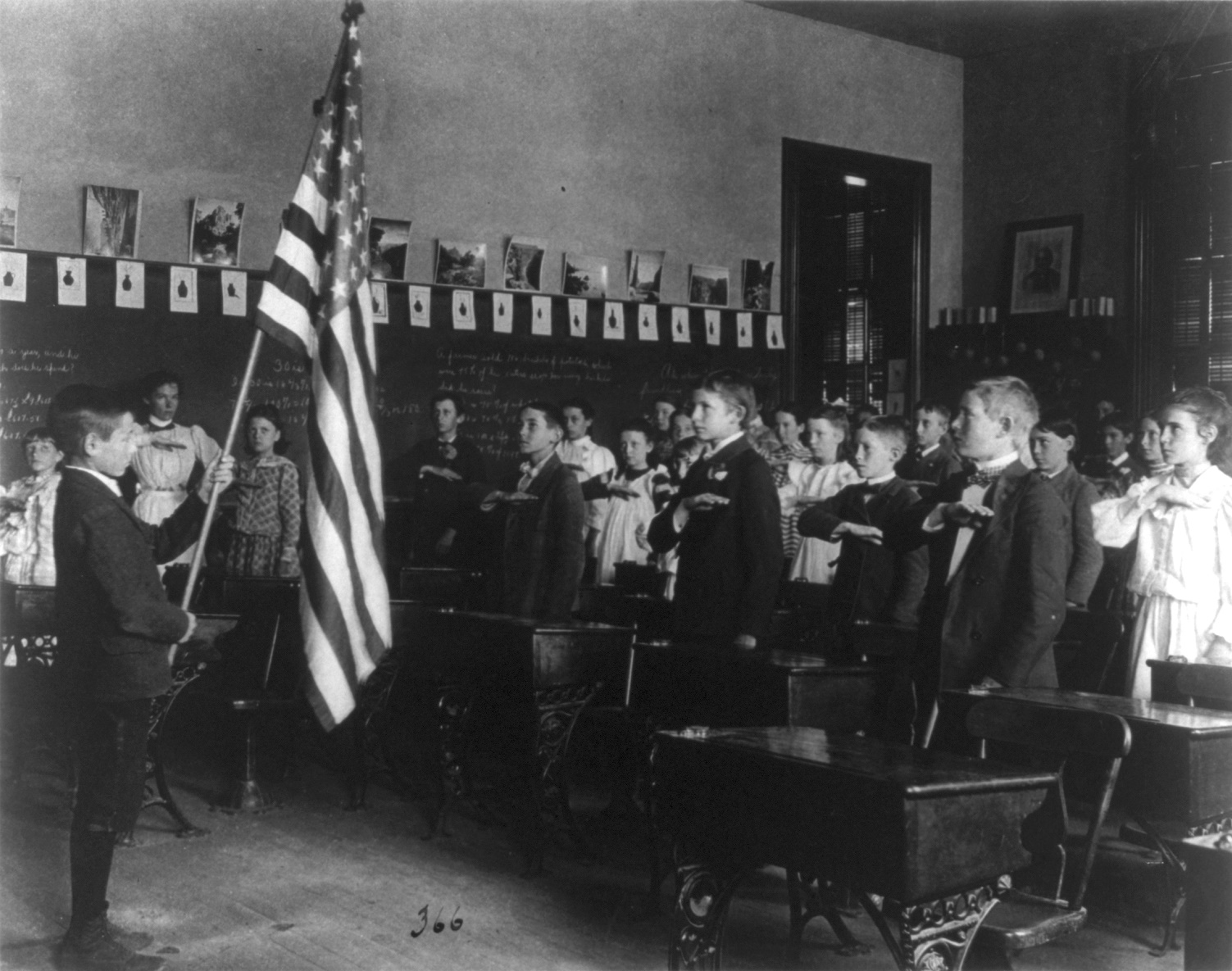
Gli studenti nel 1899

Il giuramento veniva recitato ogni giorno dai bambini nelle scuole in tutti gli Stati Uniti e ha guadagnato popolarità tra gli adulti grazie al fervore patriottico suscitato dalla seconda guerra mondiale. È rimasto un impegno "non ufficiale" fino al 22 giugno 1942, quando il Congresso lo incluse nel codice degli Stati Uniti (titolo 36).
Il giuramento è stato recitato ogni giorno dai bambini per quasi cinquant'anni. Un anno dopo aver ricevuto la sanzione ufficiale, la Corte Suprema degli Stati Uniti ha stabilito che i bambini non potevano essere costretti a recitare il giuramento come parte della loro routine quotidiana. Nel 1945 il giuramento ricevette il suo titolo ufficiale, il «Giuramento di fedeltà».
Il presidente Dwight D. Eisenhower ha affermato: "In questo modo stiamo riaffermando la trascendenza della fede religiosa nel patrimonio degli Stati Uniti e il futuro; in questo modo rafforzeremo quelle armi spirituali che per sempre saranno la risorsa più potente del nostro Paese in pace e in guerra".

## Interpretazione del testo
Il senso generale della seconda parte del giuramento sta nel fatto che i 50 stati sono uniti come una sola Repubblica sotto la divina provvidenza, "la nostra risorsa più potente" secondo le parole di Eisenhower.
Il termine "indivisibile" sta a significare che la Repubblica non può essere separata. Questa parte è stata scritta dopo soli trent'anni dalla guerra civile e dimostra il desiderio di unità venutosi a formare dopo tale periodo di divisione.
Il termine "libertà" indica una condizione essenziale del popolo di questa nazione e che ognuno è libero di perseguire "vita, libertà e felicità"; "giustizia" invece indica che ogni persona ha diritto di essere trattata con correttezza e secondo il diritto.
Infine, l'espressione "per tutti" stabilisce che questi diritti sono concessi ad ogni cittadino statunitense a prescindere da razza, religione, etnia, credo o qualsiasi altro criterio.

## Il giuramento nei media
- Il film del 1979 ...e giustizia per tutti si apre con la voce fuori campo di alcuni bambini che recitano il giuramento e, il suo titolo deriva dalle ultime parole del testo.
- Nel film del 2015 Il ponte delle spie, ambientato durante la Guerra fredda, in una scena è mostrato il giuramento pronunciato da una classe elementare.
- Lo stesso è stato utilizzato dagli W.A.S.P. come Intro per School Daze; inclusa nel loro primo album del 1984.
- I Metallica nel 1988 hanno pubblicato un album intitolato ...And Justice for All (le ultime parole del giuramento) nel quale è contenuta una canzone omonima;
- Il giuramento costituisce gran parte del testo del brano The Riddle di Steve Vai;
- La traccia Mosh del rapper Eminem incomincia con il sottofondo dei bambini che recitano il giuramento;
- All'inizio della puntata di Raw del 5 maggio 2011, pochi giorni dopo la morte di Osama bin Laden, il wrestler The Rock ha recitato insieme al pubblico il giuramento, subito dopo che era stato cantato l'inno nazionale;
- Alla 51ª edizione del Super Bowl, Lady Gaga ha recitato il giuramento;
- Nella canzone American Jesus, primo singolo estratto dall'album Recipe for Hate (1993) del gruppo hardcore punk statunitense Bad Religion, è più volte riportata la frase "One nation, under god";
- Nella puntata Il direttore e il povero de I Simpson il "vero" Seymour Skinner chiede a Bart di recitare il giuramento, il quale però inventa le parole del testo.
- Nell'episodio Una campagna elettorale e un'imbrogliona a Candy Land di Young Sheldon, l'appena eletto presidente degli studenti Sheldon Cooper si rifiuta di recitare l'intero giuramento, ritenendolo inappropriato per uno Stato che si definisce laico.
- Nell'episodio Dwight K. Schrute, (Acting) Manager della serie The Office, Dwight, per rafforzare il regime autoritario nell'ufficio, obbliga i suoi colleghi a recitare il giuramento ogni mattina.